# Sumberpetung (Ranuyoso)
Sumberpetung is een bestuurslaag in het regentschap Lumajang van de provincie Oost-Java, Indonesië. Sumberpetung telt 3712 inwoners (volkstelling 2010).